# Sandra Chirlaque
Sandra Chirlaque (* 22. Januar 1988) ist eine spanische Badmintonspielerin. 

## Karriere
Sandra Chirlaque gewann in Spanien vier Juniorentitel. 2007 siegte sie bei den Estonian International, 2009 bei den Guatemala International.

## Sportliche Erfolge
| Saison | Veranstaltung                               | Disziplin   | Platz | Name                              |
| ------ | ------------------------------------------- | ----------- | ----- | --------------------------------- |
| 2005   | Spanien: Einzelmeisterschaften der Junioren | Mixed       | 1     | Antonio Olmedo / Sandra Chirlaque |
| 2005   | Spanien: Einzelmeisterschaften der Junioren | Dameneinzel | 1     | Sandra Chirlaque                  |
| 2007   | Spanien: Einzelmeisterschaften der Junioren | Dameneinzel | 1     | Sandra Chirlaque                  |
| 2007   | Spanien: Einzelmeisterschaften der Junioren | Damendoppel | 1     | Sandra Chirlaque / Noelia Jiménez |
| 2007   | Estonian International                      | Damendoppel | 1     | Lucía Tavera / Sandra Chirlaque   |
| 2009   | Guatemala International                     | Dameneinzel | 1     | Sandra Chirlaque                  |